# Gaetano Boschi
Gaetano Boschi (Padova, 19 maggio 1882 – Bologna, 19 marzo 1969) è stato un neurologo italiano.
Professore di clinica neurologica nelle università di Padova, Bologna, Roma, Torino, Ferrara e Modena (università di cui fu anche rettore), fu uno dei principali innovatori della medicina di guerra con l'opera La nevrosi traumatica in guerra pubblicata nel 1915.

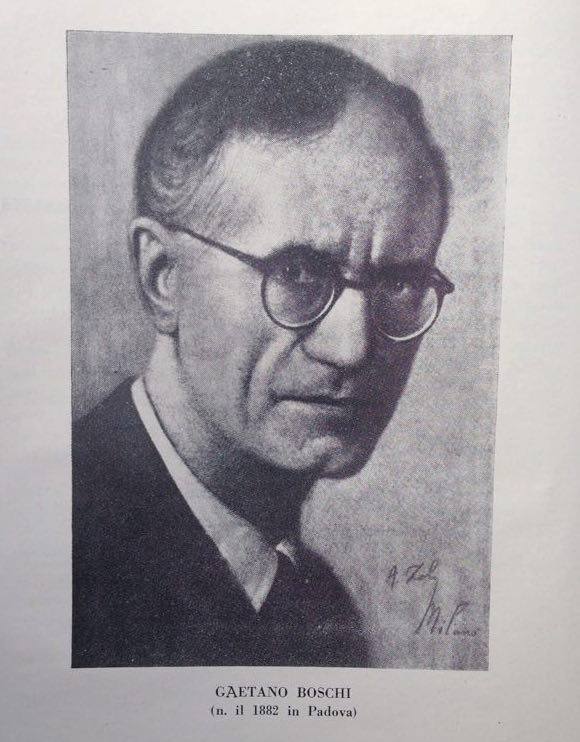
Gaetano Boschi

## Biografia
Gaetano Boschi nacque a Padova il 19 maggio 1882, da Vitaliano Augusto e Pia Caterina Garbi. Trascorse a Padova la sua giovinezza e raggiunta la maturità si iscrisse alla facoltà di medicina e chirurgia dove fu allievo di Achille De Giovanni, Luigi Lucatello e Giovanni Mingazzini e si laureò nel 1906.
Mostrò subito interesse per gli studi neuropsichiatrici e ottenne nel 1913 la libera docenza in clinica psichiatrica nell'università di Roma e successivamente quella in neuropatologia nell'università di Torino.
Massone, fu membro della Loggia Propaganda n. 2 di Roma, e 33º ed ultimo grado del Rito scozzese antico ed accettato.

### Carriera universitaria e ospedaliera
Si dedicò fin da subito alla carriera ospedaliera oltre che alla docenza nella clinica universitaria. 
Nel 1909 vinse il concorso e fu designato primario dell'ospedale psichiatrico di Sondrio. Nel 1915, a Ferrara, Boschi era vicedirettore del Manicomio Provinciale, di cui diventerà direttore nel 1930, sviluppando gran parte della sua carriera e attività clinica e scientifica. Decise, quindi, di consolidare l'immagine dell'istituto attraverso la copiosa produzione di contributi suoi personali e dei suoi allievi nella ricerca.
Nel 1915 pubblicò, per l'editore Rava, "La nevrosi traumatica in guerra". In quegli anni, Boschi era uno tra i più profondi conoscitori delle arti mediche applicate alle discipline militari, ponendo in stretto collegamento gli impatti traumatici della guerra con le problematiche psichiatriche. Divenne inoltre direttore dell'Accademia delle Scienze di Ferrara.
All'inizio del conflitto, richiamato alle armi con il grado di maggiore, per la sua fama di clinico neurologico fu invitato a fondare, a Ferrara, il primo Ospedale Militare Italiano per nevrosi di guerra, presso la Villa del Seminario, residenza estiva dei seminaristi, messa a disposizione della Sanità Militare dall'allora Arcivescovo.
Fu un'idea innovativa perché egli intuì per primo come la guerra moderna avrebbe provocato una gran quantità di forme di nevrosi; parte integrante della terapia era avere a disposizione un luogo idoneo, dove poter svolgere diverse attività di recupero della personalità (ergoterapia). Gran parte delle conoscenze medico-militari sperimentate in campo bellico da Boschi divennero poi parte integrante nel trattamento delle nevrosi nel mondo civile. L'Ospedale Militare neurologico "Villa del Seminario", nel 1916, ospitò anche artisti di rilievo come Giorgio De Chirico (1888-1978) e Carlo Carrà (1881-1966), e fu luogo d'incontro per un breve periodo, insieme ad Alberto Savinio (Andrea de Chirico, fratello di Giorgio) (1891-1952) e Filippo De Pisis (1896-1956), che fu fondamentale per lo sviluppo della Pittura metafisica.
Partecipò quindi all'organizzazione sanitaria militare dedicandosi al centro neurologico militare di Bari, al dipartimento marittimo di Taranto e all'ospedale speciale militare per malati nervosi di Villa del Seminario presso Ferrara e guadagnò il grado di tenente colonnello. 
Nel 1930 con Maria Cori scrisse il trattato Compressioni Midollari considerato prezioso per gli innumerevoli casi trattati e per il contributo semeiotico. 
Nel 1931 fondò il Giornale di psichiatria e neuropatologia; per il progetto di questa rivista si circondò di validi collaboratori, tra i principali neuropsichiatri dell'epoca, e riuscì a collocare il suo periodico tra quelli più apprezzati in campo nazionale. 
Fu anche direttore della divisione neuropatologica dell'Arcispedale Sant'Anna di Ferrara. 
Nel 1942 ottenne la cattedra di clinica delle malattie nervose e mentali all'università di Modena e ne fu magnifico rettore dal 1947 al 1950. Fu nello stesso anno al congresso internazionale di psichiatria a Parigi presentando una modalità speciale di cura chiamato pneumoterapia cerebrale. Dal 1951 al 1957 ricevette il presidio della scuola di specializzazione in clinica neuropsichiatrica.
Fu presidente dell'Accademia delle scienze di Ferrara, presidente dell'ordine dei medici di Ferrara e uno dei fondatori della Società radio-neuro-chirurgica italiana.

### Personalità e ultimi anni
Egli raggiunse un'ampia notorietà grazie alla sua vivace e originale personalità e al suo grande contributo scientifico realizzando una stimata scuola di neuropsichiatria che istruì molti specialisti di eccellente valore. Il suo modo di esprimersi semplice e genuino rende la sua mente pratica, in grado di apprendere ed elaborare concetti distaccandosi da quelli dei suoi mentori. Boschi fu sicuramente un personaggio di rilievo nella neuropsichiatria della sua epoca ricercando sempre l'integrazione con altre scienze mediche simili. Alcune delle sue teorie non trovarono unanime consenso negli ambienti specialistici ma comunque fu un personaggio di rilevante spessore in ambito scientifico. 
Boschi morì a Bologna il 19 marzo 1969.

## La nevrosi traumatica in guerra

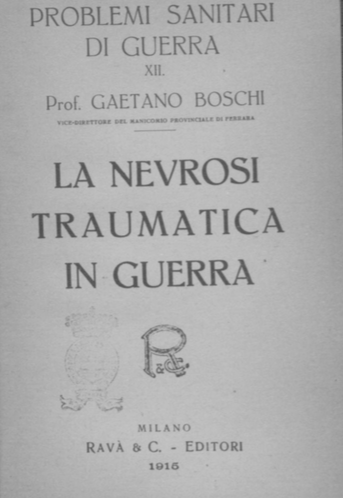
La nevrosi traumatica in guerra

Gaetano Boschi durante il primo conflitto mondiale studiò la sintomatologia della nevrosi traumatica causata dalla guerra distinguendola dalla nevrosi traumatica generica. Con il termine nevrosi si indicano tutte le malattie organiche traumatiche del sistema nervoso, in conseguenza di un trauma fisico o dell'avvertimento di questo. La nevrosi traumatica può anche scaturire dall'esaltazione di alcune doti predisponenti quali: l'emotività, la suggestione, l'aprosessia, l'abulia; 
da ciò ne deriva che la guerra può costituire un fattore causale molto notevole.
Le nevrosi traumatiche da guerra non derivano solo dal trauma fisico ma soprattutto dell'effetto conturbante che questo scaturisce nel soldato,
la mancata sintomatologia locale è dovuta all'insieme di altre circostanze che distolgono l'attenzione del soldato e attutiscono la sua impressionabilità alla lesione fisica. Quindi i predisposti alla nevrosi traumatica manifestano la malattia già prima di avvertire il trauma fisico.
Il soldato soffre di allucinazioni, turbe sensoriali, immagini affini a quelle del sogno che compaiono nel dormiveglia quando l'attenzione del malato è affievolita oppure sono dovute ad una confusione mentale. 
Altri sintomi ricorrenti sono: depressione, abbattimento ed eccitamento del sistema nervoso, insonnia e angoscia degenerate nell'idea del suicidio, apatia, impressionabilità esagerata, tremore ed iperestesia diffusa. Frequenti anche episodi di sonnambulismo.
Altre circostanze importanti nel manifestarsi della nevrosi sono rappresentate da malattie quali l'arteriosclerosi e la sifilide, l'alcoolismo e il tabagismo.
Si parla di sommazione degli stimoli psichici poiché una catena di traumi complementari aggrava la nevrosi iniziale. 
Per diagnosticare la nevrosi traumatica da guerra è utile cogliere i segnali premonitori per riuscire ad analizzare precocemente la malattia.
Nell'esercito è facilitato il riconoscimento di questi sintomi in quanto l'individuo ne era precedentemente indenne ma gli studiosi si sono ugualmente imposti la ricerca di mezzi per rilevare eventuali avvisaglie.
Nei casi più limpidi il decorso della nevrosi traumatica da guerra è breve e la prognosi favorevole: la cura più ottimale per il paziente consiste nel rimpatrio.

## Innovazioni in campo neuropsichiatrico

### Liquido cefalorachidiano
Rinomate sono le ricerche che egli svolse sul liquido cefalorachidiano. Studiando in modo approfondito i liquor notò che la loro formazione avveniva non solo nei plessi corioidei ma in tutte le zone dei nevrasse. Da questi studi e seguendo il metodo diacefalorachidiano fondò la sua cura consistente nella puntura lombare; questa si basava sul concetto di drenaggio neuromeningeo avente funzione di trasporto di elementi di ricambio e di prodotti tossici. Con la puntura lombare, introducendo sostanze eterogenee, si provocava una reattività neuromeningea poiché veniva alterato l'ambiente liquorale. Questa terapia prevedeva anche il ripristino del liquido perso causando un lavaggio neuromeningeo. 
Grazie alla puntura lombare inizia la somministrazione dei preparati terapeutici come i vaccinici e chemioterapici.

### Regione mesocefalica
Boschi studiò in modo approfondito la configurazione fisiologica e fisiopatologica della regione mesocefalica, evidenziandone la struttura complessa in quanto sede della vita psichica, istintiva e affettiva. Scorse centri prima ignoti quali quello del metabolismo osseo, quello della correlazione linfatica, degli spazi sierosi e della conservazione individuale. Egli considerava il mesocefalo come "asse biologico della specie" ma anche come punto debole per l'individuo perché soggetto a danni nel corso delle generazioni. Da qui arrivò ai concetti di "mesocefalosi" e di "ipomesocefalia"; con il termine "mesocefalosi" egli indicava tutte le malattie inerenti al campo della psiconevrosi mentre con la definizione "ipomesocefalia" specificava una certa instabilità mesocefalica. Boschi basandosi sulla sua teoria del liquor cefalorachidiano e volendo esprimere la torbidezza della circolazione liquorale coniò il termine "linfatismo neuromeningeo"; propose inoltre la definizione di "anafilassi neuropsichica" come la risposta emotiva a traumi psichici.

### Contributi scientifici
Boschi partecipò anche in altre scoperte scientifiche: pubblicò studi sulla patogenesi e la psicogenesi dell'isterismo considerata come un adinamismo della "sintesi personale psiche-psicosensomotoria", nel 1912 discusse una atassia cerebellare con paramioclono-epilessia, descrisse la sindrome di Dercum e coniò il termine di anafilassi neuropsicologica.
Fu il primo a notare l'effetto benefico della radioterapia sull'encefalo rilevando un'interruzione di disturbi emicranici con una sola applicazione sulla regione tubero-ipofisaria attribuendo questo fenomeno ad un'azione direttamente esercitata sul nevrasse; ciò era in contraddizione al pensiero dei medici del tempo che attribuivano questo effetto all'allentarsi della tensione endocranica.
Boschi fu innovativo anche nel campo delle tecniche terapeutiche ideando le applicazioni diatermiche nelle paralisi ischemiche, la cura delle causalgie con correnti ad alta frequenza, la cura di alcune forme di diabete mellito con la radioterapia della ipofisi, la terapia delle algie tabetiche e della nevralgia del trigemino.
Affrontò anche il problema della paralisi reumatica del facciale proponendo come terapia la somministrazione degli antiluetici utili per disciplinare le difese dell'organismo.
Modificò l'approccio nei confronti della meningite sierosa ribelle e nelle ipertensioni endocraniche inserendo come trattamento la craniotomia posteriore ed occipitale inferiore.

## Il Boschi poeta
La sua geniale personalità lo fece emergere anche nel campo letterario. Pubblicò un saggio sulla diagnosi della pazzia di Orlando
intitolato Diagnostica della pazzia di Orlando: 
(Gaetano Boschi)

Pubblicò inoltre un'interessante interpretazione della Divina Commedia: 
(Gaetano Boschi)

## Scritti Principali
- Contributo alla somministrazione celata del bromo e della dieta ipoclorurata, Riv. Gazzetta degli ospedali e delle cliniche, XXXIV, pp. 376–378, 1913.
- La nevrosi traumatica in guerra, Ravà e C, Editori, Milano, 1915.
- Charcot, Giornale di psichiatria clinica e tecnica manicomiale, LIII, pp. III-XIII, 1925.
- In tesi di violenza carnale (con R. Tambroni), ibid., LIV, pp. 35–52, 1926.
- Sul tramonto delle endemie pellagrose, ibid., LV, pp. 61–68, 1927.
- Tensione endocranica e suoi rapporti con le neurosi e le psicosi, Rivista sperimentale di freniatria, LII, pp. 425–460, 1928.
- Compressioni midollari (Con M. Cori), L. Pozzi, Roma, 1930.
- Scorreria di un medico attraverso la Divina Commedia, Masini, Genova, 1930.
- La guerra e le arti sanitarie, Mondadori, Milano, 1931.
- Sui meccanismi dei disturbi postpuntori e sulla pericolosità della puntura lombare nei casi di tumore endocranico, Giornale di psichiatria e neuropatologia, LIX, pp. 18–24, 1931.
- Fin dove possa arrivare l'esegesi medica sui letterati ed artisti e le loro opere, La Giustizia penale, XI, pp. 210–217, 1934.
- Eliotropismo criptestesico, Studi e ricerche di metapsichica, Roma, pp. 147–149, 1942.
- Acquisizioni recenti e prospettive nella clinica del sistema nervoso, Giornale di psichiatria e neuropatologia, LXXI, pp. 1–23, 1943.
- Portata odierna e fascino della psichiatria, Rassegna di neuropsichiatria e scienze affini, V, pp. 450–460, 1950.
- Diagnostica della pazzia di Orlando, Monografia, Milano, 1952
- Il contributo neuropsichiatrico alla"World Conference of Scientists", Note e riviste di psichiatria, XLVIII, pp. 9– 18, 1955.[3]